# Élder Herrera
Pour les articles homonymes, voir Herrera.
Herrera  Cortés est un nom espagnol. Le premier nom de famille, en général paternel, est Herrera ; le second, en général maternel, souvent omis, est Cortés.
Élder Herrera Cortés, né à Cali (département de Valle del Cauca) le 28 décembre 1968, est un coureur cycliste colombien des années 1990 à 2010. Il a été professionnel durant quinze ans.

## Repères biographiques
Bien qu'il ne remporte aucune victoire prestigieuse cette saison-là, l'année 2000 peut être considérée comme sa meilleure, avec trois places de vice-champion dans des épreuves majeures.

L'équipe 05 Orbitel réussit à classer quatre des siens aux quatre premières places du Tour de Colombie. Déjà vainqueur de la douzième étape, lors du contre-la-montre de l'avant-dernier jour, Élder Herrera reprend soixante-sept secondes à son coéquipier Héctor Iván Palacio. Mais il échoue dans l'obtention du titre, pour deux secondes (écart le plus faible jamais enregistré entre deux premiers, à l'arrivée de cette épreuve).
Deux mois plus tard, sa formation réussit le triplé au Clásico RCN. Bien qu'il remporte le contre-la-montre de clôture, Élder Herrera termine également deuxième cette compétition, derrière un autre coéquipier, Juan Diego Ramírez. Herrera s'adjuge, en outre, les classements des étapes volantes et de la régularité.
Entre-temps, fin juillet, Herrera s'était octroyé, au sprint, la médaille d'argent de la course en ligne des championnats panaméricains. Craignant la pointe de vitesse de leurs adversaires canadiens et cubains, les coureurs colombiens avaient durci la course, dans son dernier tiers, puis laissaient prospérer l'échappée victorieuse de leur compatriote Raúl Montaña.   
En 2010, il participe à son ultime Tour de Colombie, qu'il finit à un anonyme vingt-quatrième rang (avec deux septième place aux arrivées des troisième et quatorzième étapes). Son dernier Clásico RCN n'est guère meilleur avec une vingt-troisième place finale (et trois places dans les dix premiers aux arrivées d'étapes). Sa dernière victoire, il l'obtient, entre-temps, dans une épreuve du calendrier national colombien, la Clásica de Santander, où il remporte le contre-la-montre de clôture. Il termine sa saison en participant aux championnats de Colombie sur piste.
La formation Formesan ne reconduit pas son contrat pour l'année 2011. Il tente de convaincre une équipe de lui faire confiance en participant à des courses du début de saison, avec des équipes amateurs (Frugos - Carnelly à la Vuelta al Valle) ou avec des indépendants (lors de la Clásica Internacional del Café), sans succès. « Avec tristesse », il met un terme à sa carrière cycliste au cours de l'année.

## Palmarès
| - 1992 - Vuelta al Valle del Cauca - 1999 - Tour de Mendoza - 2000 - 12e étape du Tour de Colombie - 9e étape du Clásico RCN (contre-la-montre) - 2e du Tour de Colombie - Médaillé d'argent de la course en ligne des championnats panaméricains - 2e du Clásico RCN - 2001 - 2e étape du Tour de Colombie (contre-la-montre par équipes) - 3e du Clásico RCN - 2002 - Vuelta al Tolima - 7e étape du Clásico RCN - 2e du Tour de Colombie - 3e du championnat de Colombie sur route | - 2003 - Champion de Colombie sur route - 2e étape de la Vuelta a Boyacá - 2004 - 2e du Doble Sucre Potosi GP Cemento Fancesa - 2006 - 7e étape du Clásico RCN - 2007 - 3e (contre-la-montre par équipes) et 11e étapes de la Vuelta a Chiriquí - 2009 - Prologue du Tour de Colombie (contre-la-montre par équipes) - 11e étape de la Vuelta a Chiriquí (contre-la-montre) - 2e de la Vuelta a Chiriquí |

## Résultats sur les championnats

### Championnats du monde amateurs

#### Course en ligne
1 participation.
- Duitama 1995 : 20e au classement final[17].

### Jeux de l'Océan Pacifique(en)

#### Course en ligne
1 participation.
- Cali 1995 :  Médaille de bronze[18].

### Championnats de Colombie
- Barranquilla 2009
  -  Médaillé de bronze de la course scratch[19].